# Посуконько, Владимир Николаевич
Владимир Николаевич Посуконько (1948 — 2019) — советский горновой в системе чёрной металлургии. Полный кавалер ордена Трудовой Славы (1978, 1982, 1988). Почётный гражданин Кемеровской области (2014).

## Биография
Родился  16 августа 1948 года в селе Атаманово,  Кемеровской области в крестьянской семье.
С 1963 года после окончания девяти классов средней школы, учился в Новокузнецком ПТУ-11, после окончания которого с 1966 года работал электрослесарем в автоматизированном цеху. С 1966 по 1970 годы служил в рядах Советской Армии.
С 1970 года работал горновым доменного цеха Кузнецкого металлургического комбината. «За трудовые отличия» — 2 марта 1978 и 29 марта 1982 года был награждён Орденом Трудовой Славы 3-й и 2-й степени. 29 июня 1988 года «За успешное выполнение производственных заданий, достижения высоких технико-экономических показателей в условиях перехода на полный хозяйственный расчёт» Указом Президиума Верховного Совета СССР Владимир Николаевич Посуконько был награждён Орденом Трудовой Славы 1-й степени.
С 1995 по 1998 годы работал слесарем-ремонтником доменных печей НКМК. Помимо основной деятельности участвовал в общественной деятельности — с 1980 по 1991 годы в течение четырёх созывов избирался депутатом Кемеровского областного Совета депутатов трудящихся.
С 1998 года на пенсии. Умер 20 апреля 2019 года в  Новокузнецке.

## Награды
- Орден Трудовой Славы I степени (1988)
- Орден Трудовой Славы II степени (1982)
- Орден Трудовой Славы III степени (1978)

### Звания
- Почётный гражданин Кемеровской области (2014)